# Räuchereiche

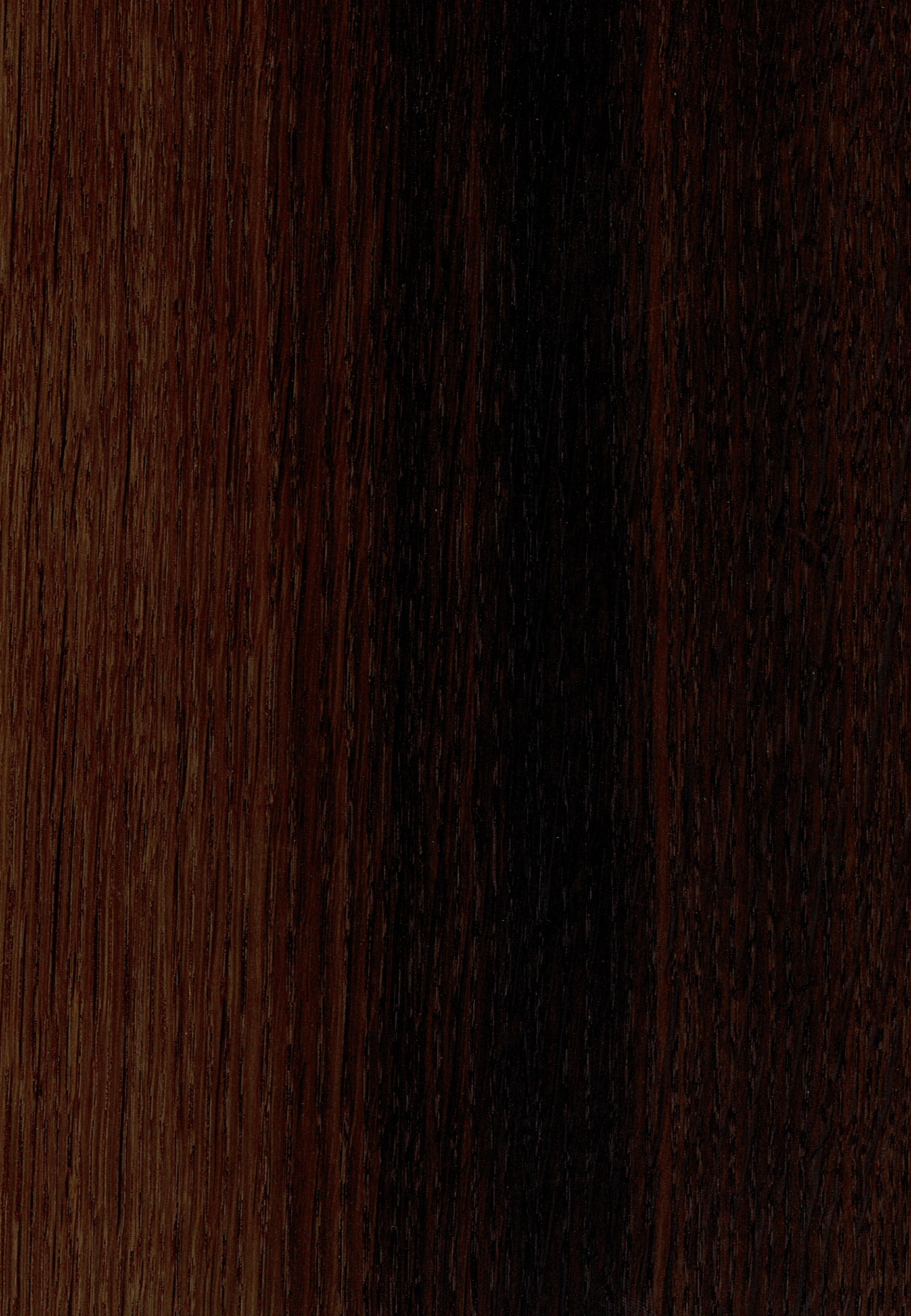
Räuchereiche

Räuchereiche ist im Farbton modifiziertes Eichenholz. Das Holz wird beim „Räuchern“ mit Ammoniak oder Salmiakgeist (Ammoniakwasser) begast. Hierbei verfärbt es sich und bekommt einen braunen, bis dunkelbraunen oder schwarzen Farbton. Natürliche Farbvarianten bleiben erhalten, da der Farbton von der Menge der im Holz vorhandenen Gerbsäure abhängt.
Die Reaktion des Ammoniaks mit den Holzinhaltsstoffen (Säuren, Harze etc.) führt zu einer Bildung von alterungs- und lichtstabilen organischen komplexen Salzen. Diese ändern nicht nur die Farbe des Holzes, sondern durch die „Plastifikation“ wird das Holz geschmeidiger und weniger spröde und zusätzlich widerstandsfähiger gegen Insekten- und Pilzbefall. (Auch bei der Holzmodifikation treten chemische Veränderungen der Holzinhaltsstoffe auf.)
Räuchereiche eignet sich zur Herstellung hochwertigen robusten Massivparketts, welches auch als Industrieboden verlegt werden kann.
Für die hier beschriebene Art der Holzbehandlung sind in Mitteleuropa heimische Eichenarten (Stiel- und Traubeneiche) besonders geeignet, da sie einen hohen Gerbstoffanteil besitzen. Die in Mitteleuropa auch angebaute amerikanische Roteiche sowie viele andere Eichenarten amerikanischer Herkunft sind wegen des zu geringen Gerbstoffgehalts nicht einsetzbar. Das Splintholz eignet sich nicht für die Räucherung und wird deshalb in der Regel vor der Behandlung entfernt.
Auch eine vorherige Oberflächenbehandlung durch Lack oder Öle verhindert das Eindringen von Ammoniak, jedoch sollte die Oberfläche bereits geschliffen- und auf Maß geschnitten sein, weil es sonst, im Nachhinein, zu einer ungleichmäßigen Farbveränderung kommen kann.

## Verfahren
Entwickelt haben sich die Verfahren zur Räucherung aus Beobachtungen, die in alten Bauernhäusern, in denen Mensch und Vieh unter einem Dach wohnten, gemacht wurden. Die Ammoniakgase aus den tierischen Ausscheidungen führten zu einer allmählichen Verbräunung von Eichenmöbeln. Gezielt konnte das Verfahren eingesetzt werden, indem man zu räuchernde Möbel in Pferdeställe stellte, denn der Urin der Pferde enthält besonders viel Ammoniak.
Ein altes handwerkliches Verfahren ist die Baustellenräucherung. Hierzu wird das Eichenholz fertig eingebaut. Anschließend werden die zu räuchernden Teile luftdicht abgedeckt und mehrere Salmiakgeistschälchen aufgestellt. Das Ammoniak aus den Schälchen entweicht und reagiert mit dem Eichenholz. Hierbei entsteht eine Verfärbung an der Oberfläche, die allerdings nur mehrere Millimeter tief ist.
Modernere Verfahren haben gemeinsam, dass sie in industriellem Umfang betrieben werden können. Ziel ist eine Räucherung, bei der das Eichenholz durch und durch den gleichen Farbton besitzt (Kernräucherung). Man kann unter Verfahren unterscheiden, die unter Normaldruck oder mit Hilfe eines Vakuums arbeiten. Letzteres verkürzt in der Regel die Räucherzeit und führt zu dunkleren Farbtönen. Die Verfahren der einzelnen Hersteller variieren in der Höhe des Vakuums, der Menge des Ammoniaks und der Dauer des Prozesses. Außerdem kann mit diskontinuierlichen oder kontinuierlichen Verfahren gearbeitet werden.
Nach dem Räuchern wird das fertige Schnittholz abgelüftet. Danach sollte das Schnittholz soweit abgelüftet sein, dass die nicht gebundenen Anteile des Ammoniaks aus dem Holz entfernt sind. Der restliche Anteil ist im Holz gebunden; er bedingt die anhaltende Verfärbung, da er mit bestimmten Gerbsäuren des Holzes reagiert hat.
Beim Verleimen von Räuchereiche ist darauf zu achten, dass das Holz ausreichend abgelüftet ist, da herkömmliche Weißleime nicht richtig aushärten, sollten noch Anteile von ungebundenem Ammoniak vorhanden sein. Nach einer ordentlich durchgeführten Ablüftung treten allerdings keine Probleme auf. Auch hier gibt es unterschiedliche Verfahren: Im herkömmlichen Trockner mit Hilfe von erhöhter Temperatur oder einfaches Auslüften im Freien.
Der dunkle Farbton bei geräucherter Eiche ist stabiler gegen UV-Licht als bei naturbelassenem Holz oder Thermoholz.
Als Alternativen zur Erzeugung eines Räucherfarbtons gibt es Räucherbeizen oder -anstriche. Allerdings sind dies nur oberflächliche Behandlungen, diese erzeugen keine in die Tiefe gehende Farbveränderung.
Pflege der geräucherten Produkte: Die Möbelstücke vor dem Ölen nicht anschleifen- sonst kommt es zu einer Farbveränderung, da die dunkle Farbe nicht überall gleichmäßig tief in das Holz eingedrungen ist.